# Acacesia
Acacesia Simon, 1895 è un genere appartenente alla famiglia Araneidae.

## Distribuzione
Le sei specie oggi note di questo genere sono state rinvenute nelle Americhe; la specie dall'areale più vasto è la A. hamata, reperite in varie località dagli USA all'Argentina.

## Tassonomia
Dal 2009 non sono stati esaminati esemplari di questo genere.
A marzo 2014, si compone di sei specie:
- Acacesia benigna Glueck, 1994 - Perù, Bolivia, Brasile
- Acacesia graciosa Lise & Braul, 1996 - Brasile
- Acacesia hamata (Hentz, 1847)[2] - dagli USA all'Argentina
- Acacesia tenella (L. Koch, 1871) - dal Messico al Brasile, Guyana, Guiana francese
- Acacesia villalobosi Glueck, 1994 - Brasile
- Acacesia yacuiensis Glueck, 1994 - Brasile

### Sinonimi
- Acacesia alticeps Chamberlin & Ivie, 1936; posta in sinonimia con Acacesia cornigera Petrunkevitch, 1925 a seguito di un lavoro di Glueck del 1994[1].
- Acacesia cornigera Petrunkevitch, 1925; posta in sinonimia con Acacesia tenella (L. Koch, 1871) a seguito di uno studio degli aracnologi Framenau, Scharff & Levi, del 2009.
- Acacesia folifera (Marx, 1890); posta in sinonimia con Acacesia hamata (Hentz, 1847) a seguito di un lavoro dell'aracnologa Bryant (1945a).
- Acacesia hallucinor (Petrunkevitch, 1911); trasferita qui dal genere Araneus Clerck, 1757 e posta in sinonimia con Acacesia hamata (Hentz, 1847) a seguito di un lavoro dell'aracnologa Bryant (1945a).
- Acacesia nigrolineata (Caporiacco, 1955); posta in sinonimia con Acacesia hamata (Hentz, 1847) a seguito di un lavoro di Glueck del 1994.
- Acacesia pentagona Caporiacco, 1954; posta in sinonimia con Acacesia cornigera Petrunkevitch, 1925 a seguito di un lavoro di Glueck del 1994.
- Acacesia spinulosa Mello-Leitão, 1948; posta in sinonimia con Acacesia cornigera Petrunkevitch, 1925 a seguito di un lavoro di Glueck del 1994.

### Nomen dubium
- Acacesia peruviana Chamberlin, 1916; esemplare femminile, rinvenuto in Perù a seguito di un lavoro di Glueck del 1994 è da ritenersi nomen dubium[1].